# INS Vikrant (2013)
INS Vikrant – współczesny indyjski lotniskowiec, pierwszy okręt tej klasy wybudowany w Indiach, którego konstrukcja została opracowana przy udziale przedsiębiorstw zachodnich. Jednostka została zwodowana w 2013 roku i weszła do służby w 2022 roku. Ma wyporność 37 500 ton i długość 262 metrów, a napędzają go turbiny gazowe. Może przenosić do 40 samolotów i śmigłowców – w praktyce około 20 samolotów. Nie posiada katapult, natomiast operacje lotnicze odbywają się w systemie STOBAR.

## Budowa
Indyjska Marynarka Wojenna od lat 60. XX wieku posiadała w swoim składzie lotniskowce budowy brytyjskiej. W 1989 wszczęto prace nad zaprojektowaniem w Indiach własnego lotniskowca w celu zastąpienia starych okrętów, początkowo prowadzone z pomocą francuskiego koncernu DCN. Program był początkowo prowadzony pod nazwą Air Defence Ship (ADS, okręt obrony powietrznej). Planowano rozpoczęcie budowy na 1993 rok, lecz program ten został anulowany z uwagi na kryzys gospodarczy. Ponownie decyzję o budowie własnego lotniskowca rząd Indii podjął 14 czerwca 1999 roku. Tym razem prace projektowe podjęto z udziałem włoskiego koncernu Fincantieri, który był odpowiedzialny także za integrację urządzeń napędowych. Wybrano dla lotniskowca konfigurację STOBAR, z krótkim startem samolotów przy pomocy skoczni dziobowej i lądowaniem z użyciem aerofiniszera, na wzór przebudowanego w Rosji dla Indii lotniskowca INS „Vikramaditya”. Pomocy w konstruowaniu udzielało także rosyjskie Newskie Biuro Konstrukcyjne. Od sierpnia 2005 roku program był prowadzony pod nazwą Indigenous Aircraft Carrier (IAC, rodzimy lotniskowiec).

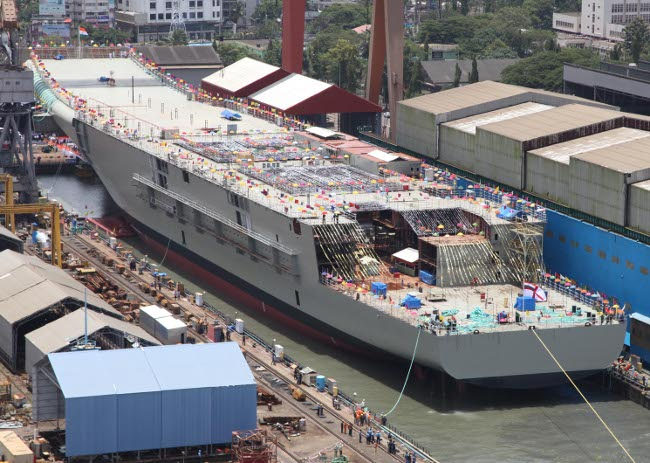
„Vikrant” po ceremonii chrztu w 2013

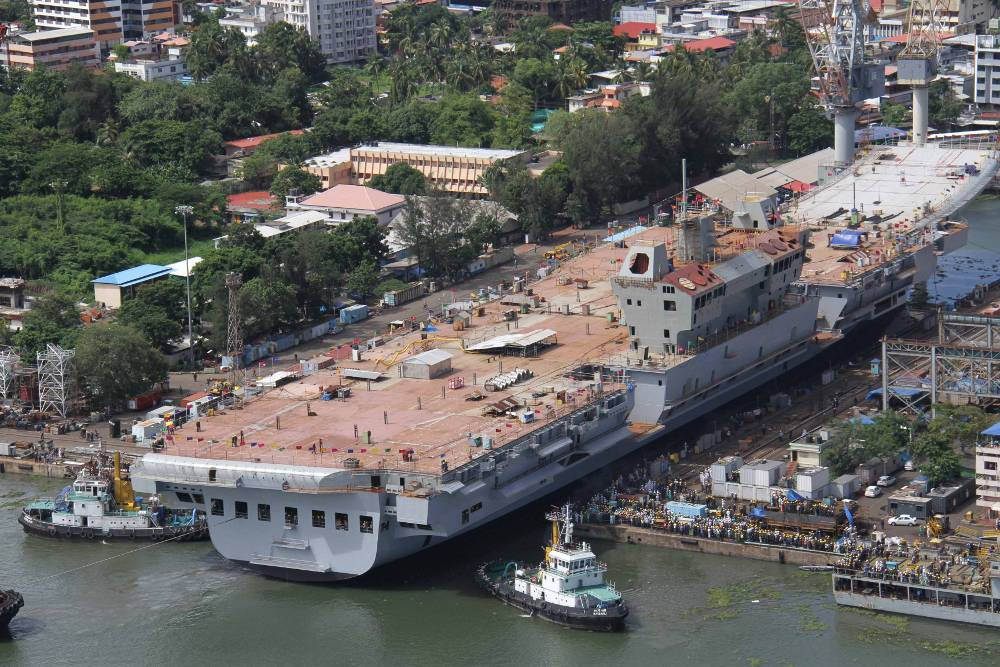
„Vikrant” opuszcza dok w 2015

Uroczyste cięcie pierwszych blach odbyło się 11 kwietnia 2005 roku, a oficjalne położenie stępki miało miejsce 28 lutego 2009 roku. Według założeń okręt miał wejść do służby w 2012 roku, lecz budowa znacząco się opóźniła, najpierw z powodu wzrostu cen rosyjskiej stali okrętowej, która musiała zostać zastąpiona krajową, po uruchomieniu jej produkcji, a później w 2011 roku przez wadliwe przekładnie główne krajowej produkcji. Kadłub został zwodowany technicznie 29 grudnia 2011 roku w celu zwolnienia doku, przy masie 14 000 ton, po czym powrócił do doku w 2012 roku. Oficjalne wodowanie i chrzest miały miejsce 12 sierpnia 2013 roku w stoczni Cochin Shipyard. Lotniskowiec otrzymał nazwę „Vikrant” (w sanskrycie: odważny, śmiały), tradycyjna już dla indyjskich lotniskowców, noszoną przez pierwszy okręt tej klasy. Okręt następnie ponownie trafił do suchego doku, który opuścił 10 czerwca 2015 roku. Wyposażanie okrętu jednak znacznie się przeciągnęło, częściowo przez fakt, że indyjski przemysł nie miał doświadczeń z budową tak złożonych okrętów. W 2019 roku po raz pierwszy uruchomiono siłownię lotniskowca.
4 sierpnia 2021 roku lotniskowiec rozpoczął próby morskie. Okręt wszedł do służby 2 września 2022 roku. Koszt budowy szacowano na około 3 miliardy dolarów. Budowa okrętu uznana została za symbol możliwości i samowystarczalności przemysłu indyjskiego, aczkolwiek szereg kluczowych elementów pochodzi od dostawców zagranicznych, w szczególności napęd i radary. W budowie brał udział szereg indyjskich przedsiębiorstw, wymagała ona też opracowania w Indiach nowych stopów stali. Oficjalnie określono udział materiałów i wyposażenia wytworzonych w Indiach na 76%. Mimo przyjęcia do służby, proces wyposażenia jeszcze nie był zakończony, m.in. brak było anten radaru wielofunkcyjnego.

## Opis

### Kadłub i architektura

Schemat pokładu lotniczego „Vikranta”

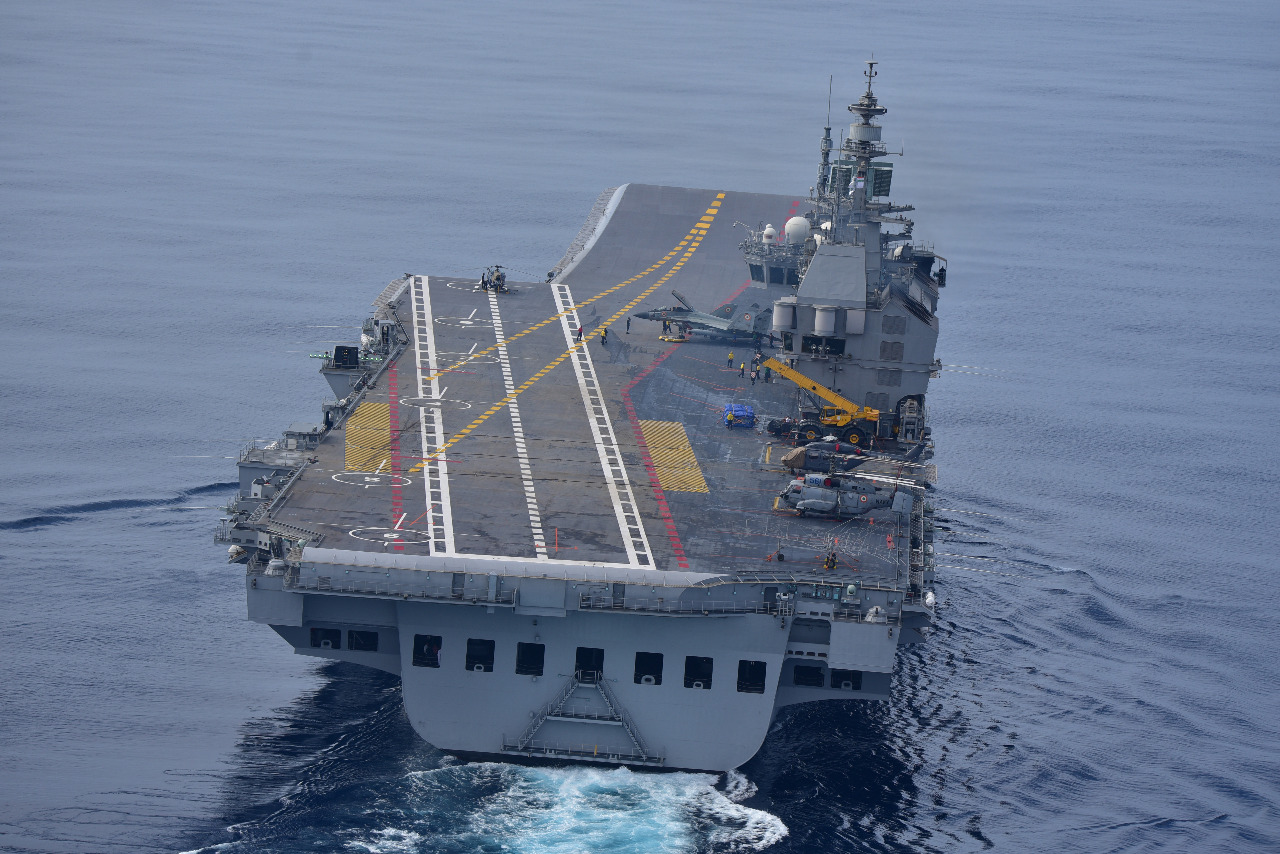
Widok na pokład lotniczy od rufy (2021)

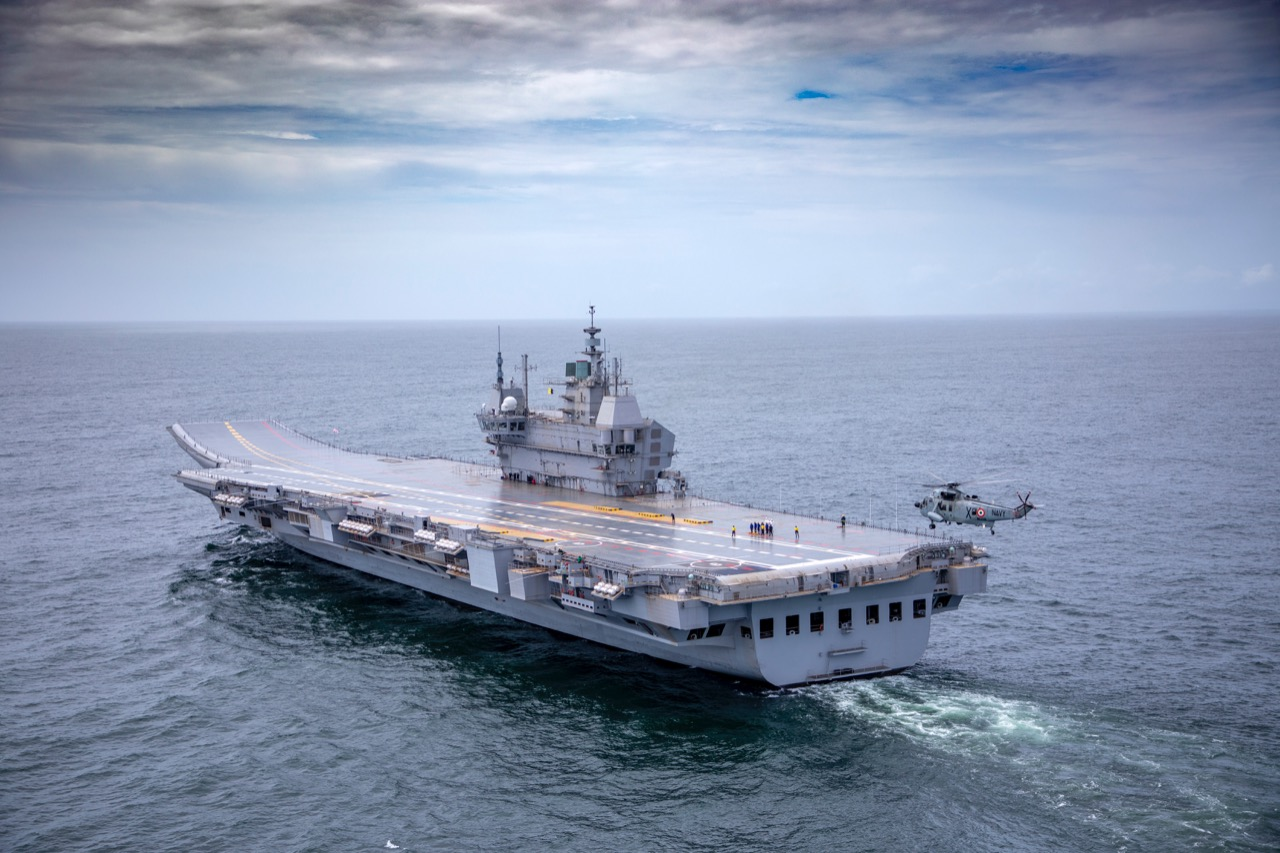
„Vikrant” podczas prób (2021)

Okręt ma ogólną architekturę typową dla współczesnych lotniskowców, z wąską wyspową nadbudówką na prawej burcie oraz szerokim pokładem lotniczym mieszczącym pokład startowy w części dziobowej i ukośny pokład do lądowania na lewej burcie. Na skutek skonstruowania w rzadziej stosowanej konfiguracji STOBAR, okręt jest podobny do lotniskowców o genezie rosyjskiej, w tym indyjskiego „Vikramaditya”, przede wszystkim z uwagi na zaprojektowany w podobny sposób wznoszący się pokład startowy na oprofilowanym wysokim dziobie okrętu. Z uwagi na wybór konfiguracji, okręt nie posiada katapult. Podobnie jak w „Vikramaditya”, na pokładzie wytyczono dwie drogi do startu samolotów, zaczynające się na pokładzie do lądowania i zbiegające się u szczytu rampy dziobowej. „Vikrant” ma jednak bardziej regularny obrys pokładu, z równoległymi krawędziami, zapewniający obszerniejsze miejsce do parkowania samolotów po prawej stronie. Powierzchnia pokładu lotniczego wynosi 12 500 m².
Według nowszych informacji, wyporność okrętu (prawdopodobnie pełna) wynosi 43 000 ton. Długość wynosi 262,5 m, a szerokość 61,6 m. Zanurzenie według wczesnych danych wynosi 8,4 m.

### Grupa lotnicza
Grupa lotnicza okrętu według planów może składać się z 30 samolotów i 10 śmigłowców. Początkowo przenosił do 24 samolotów myśliwskich MiG-29K, także w wersji szkolno-bojowej MiG-29KUB. Oprócz ograniczonej posiadanej liczby samolotów, których 45 sztuk kupiono w Rosji dla obu lotniskowców (z tego cztery uległy katastrofom do 2023), problemem jest ich niska sprawność, uzależniona od dostaw części z Rosji. Z tego powodu Indie zamierzały kupić 26 samolotów pokładowych produkcji zachodniej – w grę wchodzą Dassault Rafale lub F/A-18E/F Super Hornet, które przetestowano pod kątem możliwości startu z pokładu ze skocznią. Przewidywano także możliwość przenoszenia lekkich jednosilnikowych myśliwców produkcji indyjskiej Tejas Mk 2. Pierwsze operacje lotnicze z okrętu samoloty MiG-29K i prototyp Tejasa przeprowadziły w lutym 2023 roku. Ostatecznie jako docelowy samolot planowany jest nowy indyjski dwusilnikowy samolot rozwijany pod oznaczeniem TEDBF (Twin Engine Deck Based Fighter), którego oblot przewidywany jest na 2026 roku, a wejście do służby na 2032 rok. Oprócz samolotów, lotniskowiec ma przenosić do 10 śmigłowców różnych typów, w tym MH-60R Seahawk, Ka-31 (wczesnego ostrzegania) i HAL Dhruv.
W lipcu 2023 roku Indie wybrały Rafale M na nowy samolot pokładowy dla lotniskowca „Vikrant” i w kwietniu 2025 roku podpisały umowę o wartości 7,5 mld USD na zakup 22 jednomiejscowych Rafale MH, a nadto czterech dwumiejscowych DH, które maja stacjonować w bazach lądowych. Dostawy przewidziano na lata 2028–2030. Z samolotami mają zostać zintegrowane pociski rakietowe powietrze-powietrze dalekiego zasięgu Astra Mk.1.

### Uzbrojenie i wyposażenie
„Vikrant” posiada uzbrojenie obronne w postaci 32 pionowych wyrzutni izraelskich pocisków przeciwlotniczych bliskiego zasięgu Barak 8. Uzbrojenie to uzupełniają cztery rosyjskie zestawy artyleryjskie obrony bezpośredniej AK-630 z kierowanym radarowo działkiem rotacyjnym kalibru 30 mm. Według niektórych informacji, uzbrojenie mają także stanowić cztery automatyczne armaty uniwersalne OTO Melara 76 mm.
Okręt ma przenosić nowoczesne odpowiednie wyposażenie radioelektroniczne, przede wszystkim oparte na radarze dozoru powietrznego dalekiego zasięgu Selex RAN-40L oraz wielofunkcyjny radar IAI Elta EL/M-2248 MF-STAR.

### Napęd
Napęd okrętu stanowią cztery amerykańskie turbiny gazowe General Electric LM2500+, o łącznej mocy 80 000 kW. Turbiny pracują w układzie COGAG i napędzają dwie śruby poprzez przekładnie. Okręt wyposażony jest w generatory elektryczne o łącznej mocy 24 000 kW.

## Służba
Po przyjęciu do służby, do połowy 2023 roku miały zakończyć się próby bazowania lotnictwa na okręcie, a gotowość operacyjną miał on uzyskać do końca 2023 roku.
Przygotowywano się do użycia lotniskowca podczas konfliktu z Pakistanem w maju 2025 roku (operacji Sindur) i grupa bojowa wyszła w tym celu w morze. Zrezygnowano jednak ostatecznie z planowanego ataku na cele lądowe przy pomocy samolotów MiG-29K z pociskami powietrze-ziemia Rampage i rola marynarki ograniczyła się do odstraszania oraz rozproszenia uwagi Pakistanu.